# Virodene
Virodene es un controvertido fármaco desarrollado en Sudáfrica contra el SIDA, pero fue rechazado por la comunidad científica. La controversia rodea a los procedimientos de investigación, la interferencia política y la seguridad y la eficacia de la droga en sí, el principal ingrediente activo es el solvente industrial dimetilformamida.
Michelle Olga Patricia Visser , trabajando como técnico médico en el hospital de Pretoria, dice que descubrió las propiedades antibacterianas de la DMF mientras realizaba experimentos para congelar corazón de los animales utilizando esta sustancia. Junto con su marido, hombre de negocios, Jacques Siegfried "Zigi" Visser, se administró el fármaco a 11 pacientes sin aprobación. Se les reprendió por esas acciones y el Consejo sudafricano de Control de Medicamentos ha bloqueado más ensayos humanos.
Se llevaron a cabo más ensayos humanos en Tanzania en 2000, incluso después de que el Consejo sudafricano de Control de Medicamentos hubiera dictaminado que tales ensayos no eran éticos y contratios a la ley se les hubiera negado el permiso para ensayos en humanos en 1998. La agencia de salud de Tanzania, NIMR, también rechazó las propuestas de ensayos con seres humanos, pero los Vissers acudieron directamente a la Fuerza de Defensa de Tanzania y llevaron a cabo las pruebas en los hospitales militares.
Se reclamó desde algunos círculos que se investigara el apoyo o la participación del presidente sudafricano Thabo Mbeki en la financiación de la empresa.